# Ptychadena anchietae
Ptychadena anchietae är en groddjursart som först beskrevs av Bocage 1868.  Ptychadena anchietae ingår i släktet Ptychadena och familjen Ptychadenidae. IUCN kategoriserar arten globalt som livskraftig. Inga underarter finns listade i Catalogue of Life.